# Alessandro Valignano

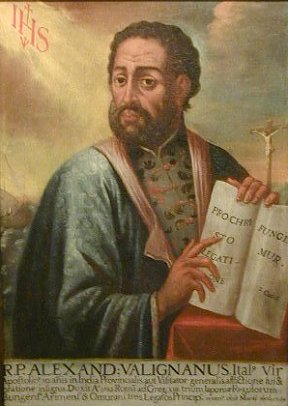
Alessandro Valignano

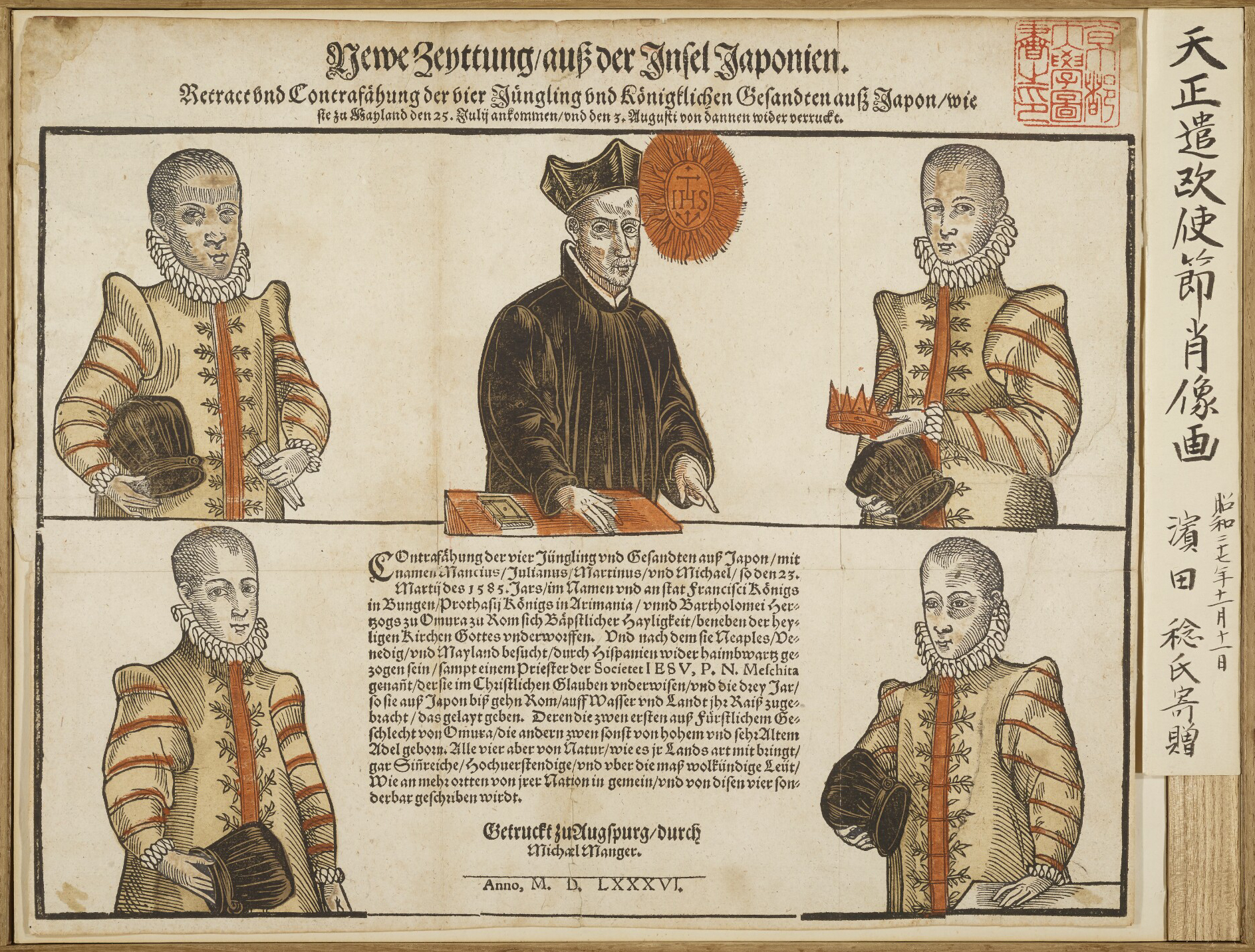
Augsburger „Zeitung“ (1586) mit einem Bericht zur Ankunft vier japanischer Jünglinge unter der Leitung des Paters Mesquita (Sammlung der Universität Kyōto)

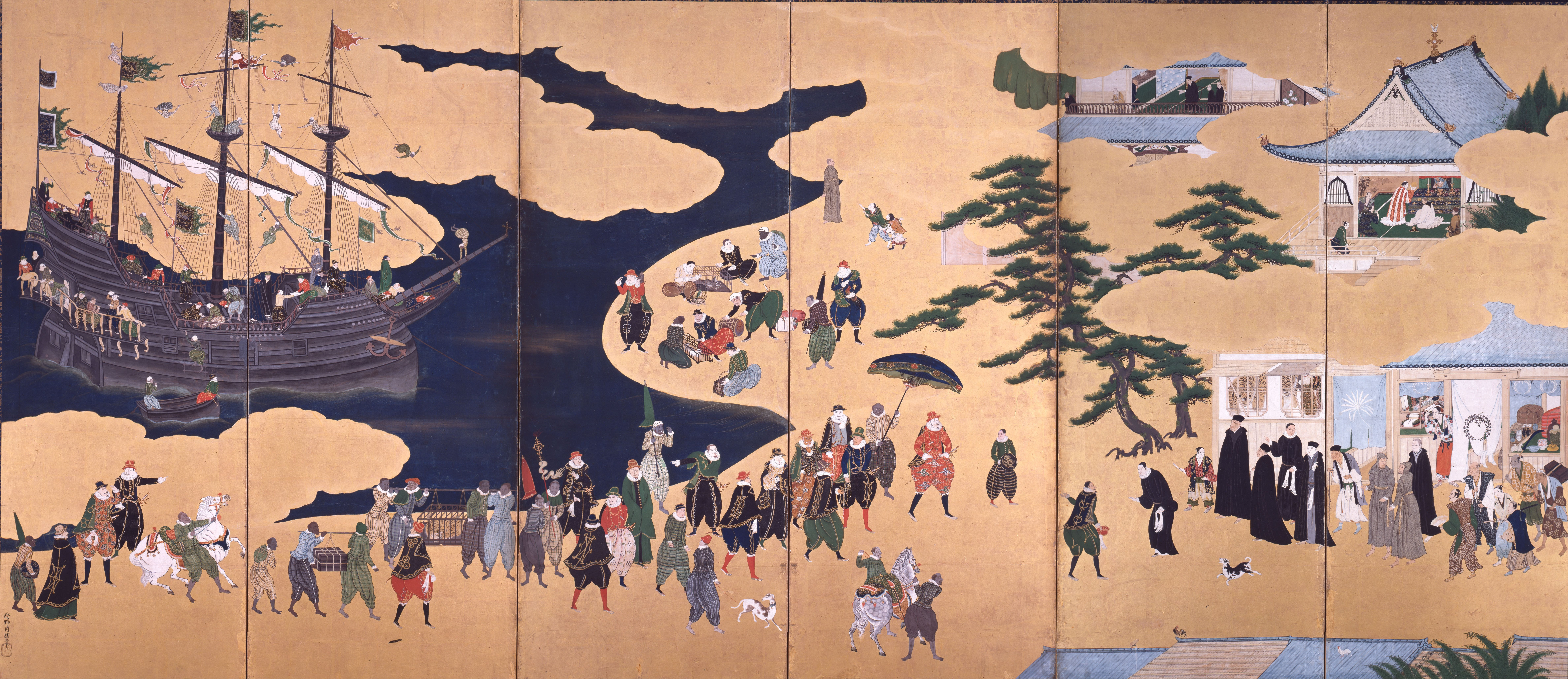
Rechte Sektion 1 und 2: Jesuiten (schwarz) und Franziskaner (braun) bei der Begrüßung des Kapitäns der jährlichen Handelsschiffes aus Macau (japan. Stellschirm, um 1600)

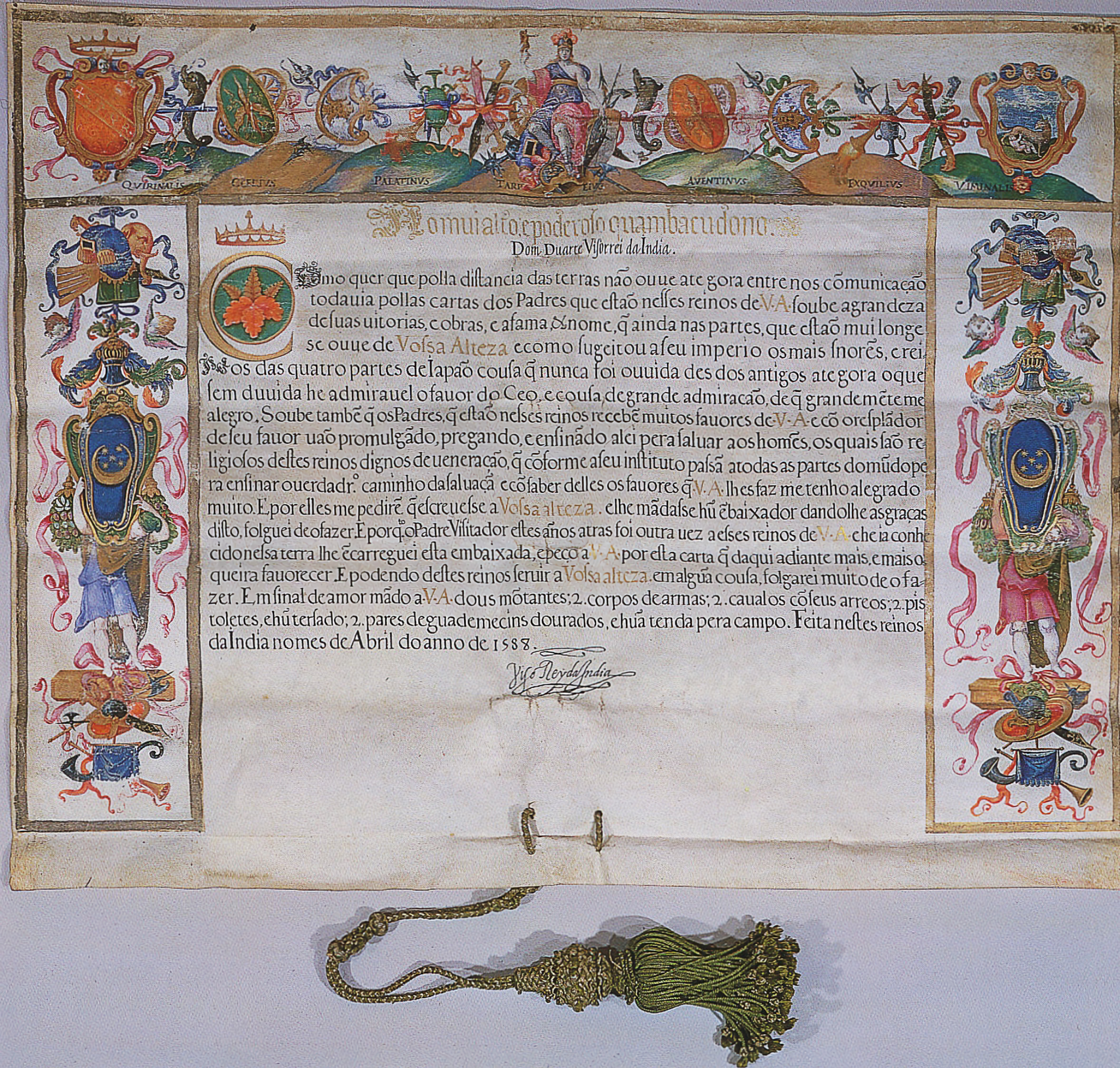
Botschaft des Vizekönigs von Portugiesisch-Indien Duarte de Menezes an Toyotomi Hideyoshi (April 1588)

Alessandro Valignano (* Anfang Februar 1539 in Chieti; † 20. Januar 1606 in Macau) war ein italienischer Jesuit, der als Visitator der Gesellschaft die Missionsarbeit in Fernost, besonders in Japan überwachte und steuerte.

## Leben

### Erziehung und früher Werdegang
Valignanos Vater war ein neapolitanischer Aristokrat mit guten Beziehungen zu Gianpetro Carafa, dem späteren Papst Paul IV. Er studierte Rechtswissenschaft an der Universität von Padua und erwarb 1557, also mit 19 Jahren, den Titel eines Doktors. Noch im selben Jahr trat er in den geistlichen Stand ein und erhielt er die Tonsur in der Kathedrale von Chieti. Zwei Jahre darauf wurde er Canonicus. 1555 war Carafa zum Papst gewählt worden, so dass sich der junge Valignano Hoffnungen auf eine Karriere in der Kirche machen konnte, doch starb Paul IV. bereits 1559. Es folgen unruhige Jahre, zu denen es wenig Informationen gibt. Ende 1562 wurde er in Venedig beschuldigt, einem Franciscina Throna eine Schwertverletzung zugefügt zu haben. Bis zum Ende des durch Fürsprache des Kardinals Carlo Borromeo im März 1564 abgeschlossenen Prozesses saß er im Gefängnis. Auch später schimmert in Bemerkungen von Zeitgenossen sein aufbrausender Charakter durch.

### Rascher Aufstieg in der Gesellschaft Jesu
Ende Mai 1566 trat er in Rom der Gesellschaft Jesu bei. Die Beweggründe für diesen einschneidenden Schritt sind unklar. Zunächst studierte er am Collegio Romano Philosophie und Physik (1567–1668) bei Hieronymus de Gregoriis und dem Bamberger Mathematiker Christophorus Clavius, dann Methaphysik und Theologie. Im Februar 1570 folgte die Priesterweihe. Die theologischen Studien wurden bis 1572 fortgesetzt. Er muss während dieser Jahre das Wohlwollen seiner Vorgesetzten auf sich gezogen haben, denn 1573, also nach nur sieben Jahren, wurde er zum Visitator der Missionen Ostindiens ernannt.

### Indien
Im September 1573 verließ er Italien, und im März 1574 zog er von Lissabon aus nach Goa, dem portugiesischen Stützpunkt in Indien. Von hier aus sollte er das Wirken der Missionare in Indien, China und Japan beaufsichtigen und gegebenenfalls die Strukturen und Vorgehensweisen reorganisieren. In Asien hatten es die Missionare mit alten Hochkulturen und komplexen Glaubenssystemen zu tun, die sich nicht durch Gewalt unterwerfen ließen. Im Laufe der Jahre bildete sich dabei das Konzept aus, dass einheimische Traditionen belassen wurden, sofern sie nicht glaubensrelevante Teile christlicher Lehren berührten (Akkommodation).

### Macau
1578 kam er erstmals nach Macau, wo ihm die riesigen sprachlichen und kulturellen Hürden deutlich wurden, die der Ausbreitung des Christentums in China entgegenstanden. Auf seine Anforderung hin wurde Michele Ruggieri nach Macau versetzt, um dort Sprach- und Landesstudien aufzunehmen. 1582 folgte Matteo Ricci. Beide gelten heute als Pioniere der europäischen Chinakunde.

### Japan
1579 brach Valignano zur ersten Inspektionsreise nach Japan auf. Hier hielt er sich bis 1582 auf. Eine zweite Reise erfolgte von 1590 bis 1592. Von 1598 bis 1603 widmete er sich erneute den Problemen des Landes. Aus Japan kamen nach der Anlandung des Pioniers Franz Xaver im Sommer 1549 mehrere Jahrzehnte lang zahlreiche optimistische Sendschreiben (cartas). Doch auch hier kämpfte man mit sprachlichen und kulturellen Problemen, zudem wurde das Land noch immer von heftigen Hegemonialkämpfen heimgesucht. Zwar hatte der Vize-Provinzial der Gesellschaft Jesu in Japan, Francisco Cabral, während seiner neunjährigen Tätigkeit einige Landesherren zum Christentum bekehrt, doch lehnte er die Ausbildung japanischer Priester ebenso ab wie jede Form von kultureller Anpassung. Nach heftigen Auseinandersetzungen wurde er seines Amtes enthoben. Valignano beauftragte den langjährigen Japanmissionar Luis Frois mit der Abfassung einer Geschichte der Mission in Japan und ließ sich zudem einen in knappen Sentenzen verfassten „Tractatus“ über die Unterschiede zwischen Japanern und Europäern erstellen. Er betonte die Andersartigkeit Japans und warnte davor, die Japaner nach europäischen Maßstäben zu beurteilen. 1580 schrieb Valignano:

„Deshalb lassen sich weder in Indien noch in Europa die japanischen Verhältnisse gut beurteilen oder bestimmen, ja man kann sie so, wie sie vor sich gehen, nicht einmal verstehen oder sich vorstellen. Denn hier ist eine ganz andere Welt und eine ganz andere Art voranzugehen und andere Gebräuche und andere Gesetze. Viele Dinge, die man in Europa als Zeichen der Höflichkeit und Ehre schätzt, hält man für großen Schimpf und schwere Beleidigung und viele andere Dinge, die hier so geläufig sind, dass man mit den Japanern ohne sie nicht leben und verhandeln kann, gelten in Europa für unfein und nicht standesgemäß.“

Zum Druck von Nachschlagewerken und Missionsmaterialien forderte er eine Druckpresse an. Zur Ausbildung japanischer Priester gründete er überdies in Arima und Azuchi Seminare.
Außerdem organisierte er eine Reise von vier, vergleichsweise hochgestellten japanischen jungen Männern nach Europa, die dort die religiösen und kulturellen Errungenschaften erleben und den Europäern zugleich einen Eindruck von dem hohen kulturellen Niveau der Japaner vermitteln sollten. Valignano war mit an Bord, als diese Tenshō-Gesandtschaft 1582 nach Goa segelte, von wo aus sie mit Pater Diego de Mesquita weiter reiste. Als die Mission 1590 zurückkehrte, zog Valignano gemeinsam mit ihnen nach Japan. Anlässlich dieser Reise überbrachte er als offizieller Gesandter auch eine Botschaft des Vizekönigs von Indien.
Nicht weniger wichtig war eine Druckpresse mit beweglichen Lettern, die er mit sich führte. Diese war zunächst in Amakusa stationiert, wurde dann aber nach Nagasaki gebracht. Bis Anfang des 17. Jhs. druckte man Katechismen, Übersetzungen und nicht zuletzt zwei Wörterbücher, von denen besonders das Vocabulario da Lingoa de Iapam (Nagasaki, 1603/4) als Meilenstein der Lexikographie gilt.
Im Jahre 1580 zählte man in Japan 200 Kirchen, 85 Jesuiten, dazu 20 nicht-ordinierte Brüder und rund 100 Ministranten und andere Gehilfen. Ein Jahrzehnt später waren es bereits 136 Jesuiten. Der Bau und Unterhalt der Kirchen und Seminare wie auch die Erstellung von Druckwerken führten zu einem wachsenden Bedarf an Finanzmitteln. Nun liefen dank der Vermittlung der Missionare alljährlich portugiesische Handelsschiffe aus Macau japanische Häfen an, die getauften Regionalherrschern unterstanden. Der für beide Seiten lukrative Fernhandel mit chinesischer Seide, Heilmitteln, Baumwolle usw. sicherte so auch den Jesuiten beträchtliche Einkünfte. Besonders Nagasaki, ein seinerzeit kleines Fischerdorf, das der Landesherr Ōmura Sumitada der Gesellschaft überlassen hatte, entwickelte sich zu einem Hauptumschlagshafen, durch den sich die Jesuiten zum wachsenden Missfallen ihrer Vorgesetzten in Macau, Goa und Europa mehr und mehr in Handelsgeschäften verstrickten.
1587 führte der Feldherr Toyotomi Hideyoshi einen Feldzug zur Unterwerfung der zu einem beträchtlichen Teil christlichen Regionalherrscher Kyushus durch. Zur verstärkten Kontrolle der Insel erließ er im selben Jahr ein Edikt zur Ausweisung der Missionare, das allerdings nicht in die Praxis umgesetzt wurde. Dennoch blieb das Missfallen an den wirtschaftlichen Aktivitäten der Portugiesen wie auch der christlichen Mission. 1598 begleitete er den neuen Bischof Luis de Cerqueira nach Nagasaki, nach dessen Eintreffen Hideyoshi an einer Krankheit starb, sodass sich die Lage vorerst entspannte.
Im Laufe der Jahrzehnte folgten aber weitere Edikte, die besonders nach der Etablierung der Herrschaft der Tokugawa unter dem Shōgun Tokugawa Ieyasu strikter durchgesetzt wurden, bis 1639 die letzten Portugiesen und Spanier des Landes verwiesen und das Christentum verboten wurde. Valignano, der die wachsenden Schwierigkeiten während der neunziger Jahre noch erlebte, starb 1606 in Macau.

## Valignano in Literatur und Film
1966 publizierte der japanische Schriftsteller Endō Shūsaku den Roman Schweigen, der in den vierziger Jahren des 17. Jahrhunderts spielt. Endō, der die Geschichte des Christentums in Japan recherchiert hatte, lässt hier den vom Glauben abgefallenen Cristóvão Ferreira und andere historische Persönlichkeiten auftreten. Darunter finden wir auch die zeitlich um viele Dekaden verschobene Figur Valignanos. In Martin Scorseses Film Silence (2016) wird er von Ciarán Hinds gespielt.

## Schriften
- Alessandro Valignano, Valentino Carvalho: De rebus in Japoniae regno, post mortem Taicosamae, japonici monarchae, gestis epistolae duae ad r. p. Claudium Aquavivam Societatis praepositum generalem : X. octobr. ann. M.D.XCIX. et XXV. februa. ann. M.DCI. datae. Mainz 1603 (Digitalisat)
- Alessandro Valignano: Historia del principio y Progresso de la Compañía de Jesus en las Indias Orientales (1542–64). 1584.
- Alessandro Valignano: Catechismus christianae fidei. Lisbon: Antonius Riberius, 1586.